# Ani Couni Chaouani
Ani Couni Chaouani is een traditioneel Indiaans lied en hymne, afkomstig van de Arapaho-stammen die op de vlakten van Colorado en Wyoming in de Verenigde Staten wonen.
Het lied wordt vaak gezien als een slaapliedje. Het wordt gezongen op een klaaglijke toon, waarbij dansers op de hymne vaak huilen en nadenken over hun toestand van afhankelijkheid. Deze hymne is vergelijkbaar met het Onzevader uit christendom.

## Tekst
| Origineel | Nederlandse vertaling |
| --- | --- |
| Ani’qu ne’chawu’nani’, Ani’qu ne’chawu’nani’; Awa’wa biqāna’kaye’na, Awa’wa biqāna’kaye’na; Iyahu’h ni’bithi’ti, Iyahu’h ni’bithi’ti. | Vader, heb medelijden met mij, Vader, heb medelijden met mij; Want ik sterf van de dorst, Want ik sterf van de dorst; Alles is weg - ik heb niets te eten |

## Polo & Pan
In 2021 bracht het Franse dj-duo Polo & Pan een houseplaat uit met daarin de tekst van "Ani Couni Chaouani" verwerkt. Ze gaven de titel Ani Kuni aan de plaat. 
De opbrengst van het nummer ging naar het National Indian Child Care Association. Het nummer werd een grote hit in Frankrijk en bereikte daar de 9e positie. In Nederland kreeg het nummer wel enige airplay, maar deed het desondanks niets in de hitlijsten.